# Sequoia (gen)
Sequoia este un gen de arbori coniferi din subfamilia Sequoioideae, familia Cupressaceae. Unica specie extantă din acest gen este Sequoia sempervirens, întâlnită în California de Nord⁠(en)[traduceți] și sudul statului Oregon din Statele Unite.

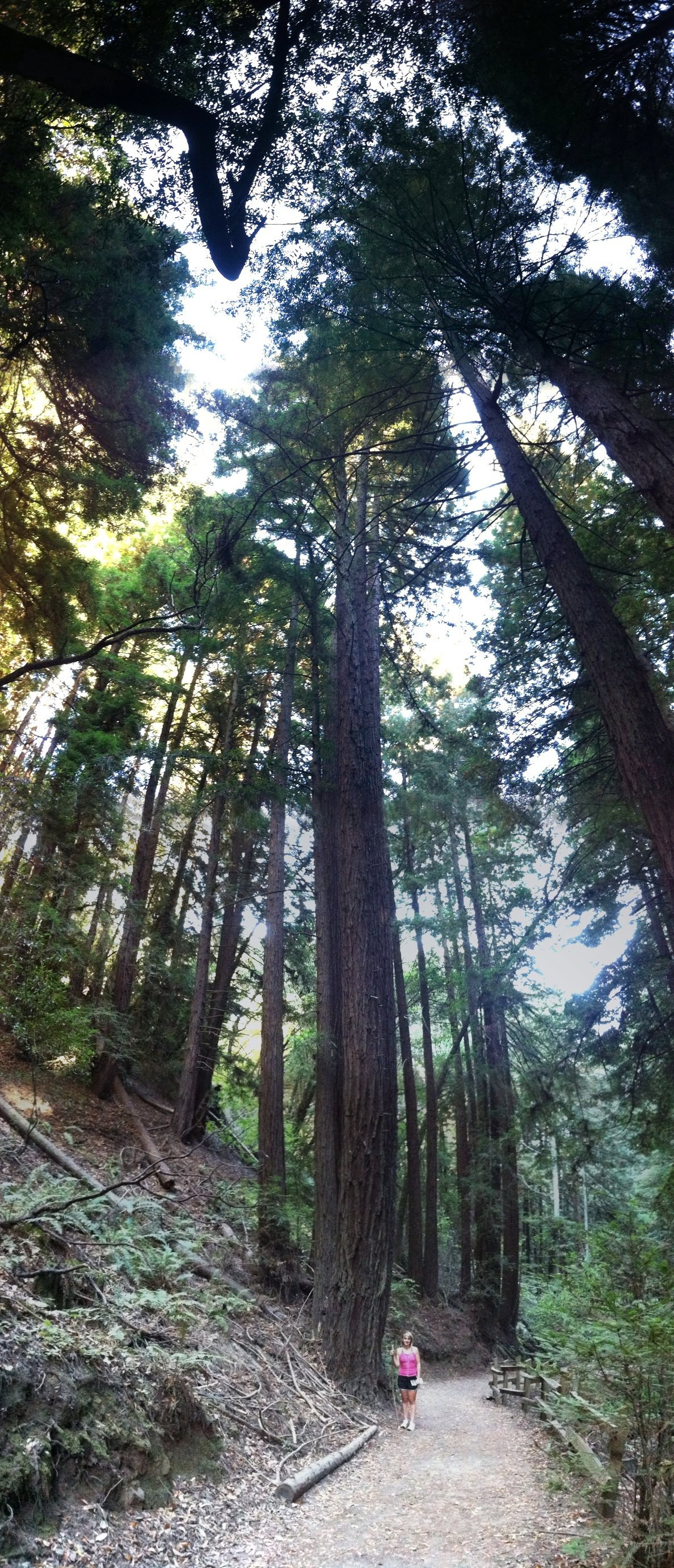

Sunt cunoscute câteva specii extincte, printre care și Sequoia affinis, Sequoia chinensis (din China), Sequoia langsdorfii, Sequoia dakotensis (din Dakota de Sud, SUA) și Sequoia magnifica.